# Laternaria heringi
Laternaria heringi är en insektsart som först beskrevs av Schmidt 1905.  Laternaria heringi ingår i släktet Laternaria och familjen lyktstritar. Inga underarter finns listade i Catalogue of Life.